# 함양산삼골동서만남의광장휴게소
함양산삼골동서만남의광장휴게소(咸陽山蔘골東西만남의廣場休憩所, Hamyang Sansamgol East and West Underground Rendezvous Service Area)는 경상남도 함양군 수동면 우명리에 위치한 광주대구고속도로의 고속도로 휴게소이다. 양방향 모두 휴게소가 존재하며, 주소는 광주방향의 경우 경상남도 함양군 수동면 우명하교로 174이고, 대구방향의 경우 경상남도 함양군 수동면 산업단지길 209이다. 2015년 12월 22일 광주대구고속도로 왕복 4차로 확장 개통에 따라 기존 죽산휴게소를 대체하면서 신설 개장하였으며, 광주방향 휴게소에서 광주대구고속도로 왕복 4차로 확장 개통식 행사가 열렸다. 개통 당시 명칭은 함양산삼골휴게소였고, 양방향 모두 임시 휴게소로 운영되었으나, 2016년 7월 27일 양방향 모두 정식 휴게소로 재개장하면서 현재의 함양산삼골동서만남의광장휴게소로 변경되었다. 2016년 10월 18일에 전국노래자랑을 녹화하였으며, 휴게소 명칭에 들어가 있는 동서만남의광장은 말 그대로 동쪽과 서쪽이 만나는 지점으로, 매달 말 광주대구고속도로가 통과하는 근처 8개 시군(거창·고령·함양·합천·남원·담양·순창·장수)의 농산물이 모여서 농산물장터가 열린다.

## 연혁
- 2015년 12월 22일 : 광주대구고속도로 왕복 4차로 확장 개통에 따라 함양산삼골휴게소로 영업 개시[2]
- 2016년 7월 27일 : 정식 휴게소로 재개장 및 함양산삼골동서만남의광장휴게소로 변경[3]

## 시설
- 브랜드매장 : 탐앤탐스, 함양군 로컬푸드 행복장터
- 정유소 : 없음
- LPG 충전소 : 없음
- 경정비소 : 없음
- 화물휴게소 : 없음

## 전후
광주 방향
- 함양 분기점 ← 함양산삼골동서만남의광장휴게소 ← 거창 나들목
- 지리산휴게소 ← 함양산삼골동서만남의광장휴게소 ← 거창韓휴게소

대구 방향
- 함양 분기점 → 함양산삼골동서만남의광장휴게소 → 거창 나들목
- 지리산휴게소 → 함양산삼골동서만남의광장휴게소 → 거창韓휴게소